# The Hilliard Ensemble

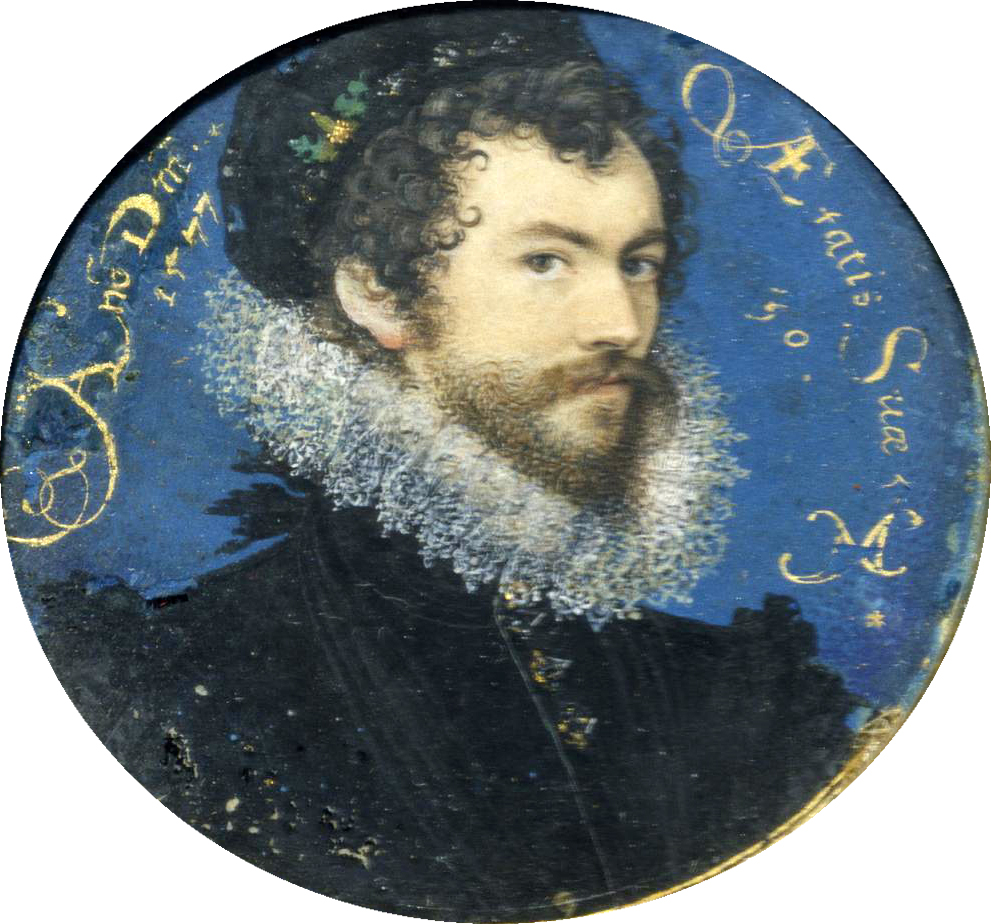
Nicholas Hilliard, Selbstporträt von 1577

Das Hilliard Ensemble war ein britisches Vokalensemble. Es wurde 1974 gegründet und hat sich nach dem englischen Miniaturenmaler Nicholas Hilliard benannt. Im Dezember 2014 löste sich das Ensemble auf.

## Mitglieder
Das Quartett bestand zuletzt aus David James (Countertenor), Rogers Covey-Crump (Tenor), Steven Harrold (Tenor) und Gordon Jones (Bariton).
Der Mitgründer und Bariton Paul Hillier schied 1989 aus. Der langjährige Tenor John Potter (seit 1984 Mitglied der Gruppe) schied im Jahr 1998 aus, um sich seiner Lehrtätigkeit an der Universität York widmen zu können. Weitere ehemalige Mitglieder der Gruppe sind Leigh Nixon und Paul Elliott.

## Repertoire und Aufnahmen
Das Ensemble konzentrierte sich zumeist auf Musik, die vor 1600 geschrieben wurde, interpretierte aber auch Stücke zeitgenössischer Komponisten wie Arvo Pärt, Veljo Tormis, Erkki-Sven Tüür, John Cage, Gavin Bryars, Gija Kantscheli, Heinz Holliger, Terje Rypdal und Rupert Gottfried Frieberger.
1994 veröffentlichte das Hilliard Ensemble mit großem kommerziellem Erfolg das zusammen mit dem Saxophonisten Jan Garbarek aufgenommene Album Officium, auf dem Garbarek als „fünfte Stimme“ Improvisationen über mittelalterliche und frühneuzeitliche Motetten spielt. Das Album wurde in Großbritannien, Deutschland und der Schweiz mit Gold ausgezeichnet. Auch im Rahmen einer Konzerttournee wurde dieses Projekt der Öffentlichkeit vorgestellt. Das Projekt wurde 1999 mit dem zwei CDs umfassenden Album Mnemosyne und 2010 mit dem Album Officium Novum fortgesetzt. 2019 erschien das Album Remember Me, My Dear – ein im Oktober 2014 aufgenommener Livemitschnitt von der Abschiedstour des Officium-Projekts.
Eine weitere Kooperation gab es mit dem deutschen Barockgeiger und Dirigenten Christoph Poppen auf den Aufnahmen Morimur (2001) und Ricercar (2003).